# Chapelle Sainte-Marie-Madeleine d'Abriès-Ristolas
Pour les articles homonymes, voir Chapelle Sainte-Marie-Madeleine.
La chapelle Sainte-Marie-Madeleine est une chapelle du diocèse de Gap et d'Embrun située à la Montette, commune d’Abriès-Ristolas, dans les Hautes-Alpes.

## Histoire et architecture
Attestée dès 1691 par le chanoine Jacques, la chapelle peut être décrite comme un petit édifice de plan presque carré, construit en soubassement, dont le toit déborde largement au dessus de la façade.